# Курская городская ветвь
Курская городская ветвь — однопутная тупиковая железнодорожная линия, эксплуатировавшаяся c 1878 по 2010 год и связывавшая центр города Курска с одноимённой узловой станцией. Длина ветки составляет около 6,4 км. На своём протяжении линия имеет 3 моста.

## Проектирование и строительство
Станция Курск, открытая в 1868 году, располагалась в пригородной Ямской слободе (сейчас входит в состав Железнодорожного округа Курска), в трёх верстах (около 3,2 км) от города. При этом станция была узловой и обслуживала одновременно три железных дороги (Московско-Курскую, Курско-Киевскую и Курско-Харьково-Азовскую). Расположение станции на удалении от Курска было неудобно пассажирам и встречающим, а также создавало трудности в доставке грузов. В связи с этим, в 1872 году курские власти приняли решение о постройке железнодорожной ветви в центр города и устройстве там пассажирской и товарной станции. Начались переговоры с МПС о проекте ветви, стоимости работ и выделении земли в черте города.
Проектные работы производились Московско-Курской железной дорогой, автором проекта был инженер Н. Е. Ададуров. Со стороны городских властей активную роль в подготовке строительства сыграл городской голова П. А. Устимович. Для возведения линии предполагалось освободить три городских квартала, при этом всю землю и постройки, принадлежащие городу, было решено передать железной дороге безвозмездно. Губернским земством было решено выпустить заём до 200 тысяч рублей на финансирование строительства. Кроме того, с грузов, прибывавших и отправлявшихся из Курска, а также с пассажирских билетов предлагалось взимать специальный сбор на постройку (1/8 копейки с пуда для товаров и 1/4 копейки с пуда пассажирских грузов, для билетов — от 5 до 10 копеек серебром в зависимости от класса проезда). В ноябре 1873 года МПС одобрило проект городской ветви.
Возведение линии началось в июне 1874 года, при этом работы планировалось завершить в кратчайшие сроки. Однако строительство затянулось на 4 года, поскольку для прокладки железнодорожных путей необходимо было выкупить частные строения, владельцы которых немедленно повысили цены.

## Эксплуатация и закрытие линии
Движение по городской ветви было открыто 2 июня 1878 года. На Херсонской улице была построена станция Курск-Город (Курск-II) с вокзалом. Поезда ходили по соединительной ветви 6 раз в день. Проезд по ней стоил от 6 (в 3-м классе) до 15 копеек (в 1-м классе). Расписание согласовывалось с прибытием и отправлением поездов Московко-Курской, Курско-Киевской и Курско-Харьково-Азовской железных дорог. Первоначально линия обсуживалась паровозами завода Борзиг серии Бн (0-3-0) с составами из пяти вагонов.
В 1900-е был расширен мезонин городского вокзала. В 1910-е рядом со стальным железнодорожным мостом через Тускарь (1-й мост), был построен другой мост для второго железнодорожного пути. Второй путь предназначался для разведения пассажирских и грузовых поездов.
Курская городская ветвь служила для пассажирских и грузовых перевозок и после Октябрьской революции и установления советской власти. К концу 1930-х пассажирское движение было постепенно прекращено. Городской вокзал был переименован в «Вокзал „Курск-ветка“ при городской товарной станции», в его здании было размещено управление железной дорогой и кассы предварительной продажи билетов.
В ночь на 2 ноября 1941 года, при отступлении Красной армии, из Курска был взорван мост городской ветви через протоку Кривец (3-й мост). Он был восстановлен немцами в 1942 году, при этом частично (южная сторона) был поставлен на деревянные опоры.
В 1968 году вокзал «Курск-ветка» был снесён: на его месте было построено здание цирка. Ветка продолжала своё функционирование до 2010 г.: по ней доставлялись грузы для кондитерской фабрики, ТЭЦ, ряда складов и строительно-ремонтных организаций Стрелецкой слободы. После ввода в строй нового здания кондитерской фабрики, поблизости от станции Рышково, движение составов по данной ветке было окончательно прекращено.

## Архивные источники
- Об открытии правильного движения поездов по соединительной ветви между вокзалом Московско-Курской дороги и городом Курском: доклад № 131 от 29 июня 1878 г. //   РГИА. Ф. 446. Оп. 27. Д. 17.